# Аккози
Аккози́ (каз. Аққозы) — село у складі Каратобинського району Західноказахстанської області Казахстану. Входить до складу Аккозинського сільського округу.
У радянські часи село називалось Ферма № 2 совхоза Аккозинський.
Населення — 15 осіб (2021; 47 у 2009, 0 у 1999, 234 у 1989).